# Sibbeschuss
Sibbeschuss ist eine Köln/Bonner Mundartgruppe.

## Geschichte
Die Band wurde 2013 aus der „Paveier-Cover-Band“ „Paar vum Weiher“, von Falk Scheffler (Keyboard/Akkordeon), Jupp Schneider (Gesang), Martin Lott (Gitarre), Robert Henseler (Bass) und Stefan Linden (Schlagzeug) gegründet. Der Bandname „Sibbeschuss“ leitet sich von einem Gedenkstein aus dem Kottenforst ab: Dem Siebenschussstein, im Volksmund „Sibbeschuss“ genannt. Mit dem Stein wird der Geschichte nach eines Hasen gedacht, der im Jahr 1888 sieben erfahrene Jäger zum Narren gehalten haben soll. Demnach haben die Jäger es selbst mit sieben Schüssen nicht vollbracht, den Hasen zu treffen.
Am Ende der Karnevalssession 2018 formierte sich die Band in ihre aktuelle Besetzung um. Der geborene Endenicher Sänger und Liederschreiber Sascha Hardt löste den bisherigen Frontmann Jupp Schneider ab und der scheidende Gitarrist Martin Lott wurde von Christian Mörsdorf ersetzt. Noch vor der Karnevals Session 2021/22 verabschiedet sich Schlagzeuger und Gründungsmitglied, Stefan Linden in den Musikalischen Vorruhestand. Der neue Mann am Schlagzeug der Band ist der Bonner Marco Molitor. Eigentlich erst zum Aschermittwoch 2022, aber der Pandemie geschuldet bereits früher, verlässt auch Gründungsmitglied und Keyboarder Falk Scheffler die Bühne, aber nicht die Band. Der neue Mann an den Sibbeschuss-Tasten ist Jürgen Dahmen. Ende 2023 verabschiedet sich Marco Molitor, aus beruflichen Gründen und wird durch Marcus Schoenen ersetzt.
Bereits zweimal (2016 und 2018) wurde die Band vom „Festausschuss Bonner Karneval“ eingeladen, mit einem eigenen „Musikwagen“ an dem Bonner Rosenmontagszug teilzunehmen.

## Kampagnen
Sibbeschuss engagiert sich auch gemeinnützig mit ihrer Musik. So schrieb und veröffentlichte die Band im Jahr 2020 den Song zur gleichnamigen Bonner Kampagne No!K.O., welche von der „Ex-Bonna von 2017/18“ Alexandra Roth (die selber Opfer von K.-o.-Tropfen wurde) und dem Bonner Fotografen Jürgen Hofmann gegründet wurde, um auf den Missbrauch durch K.-o.-Tropfen aufmerksam zu machen.
Ebenfalls im Jahr 2020 wurde in Bonn das Pendant zur Kölner Gemeinschaft „Arsch huh, Zäng ussenander“, die Organisation „Opstonn un Singe“ gegründet. Ähnlich wie in Köln, setzen sich hier Musiker, Künstler, Politiker und interessierte Bonner Bürger für „Respekt, Toleranz und ein friedliches Miteinander und gegen Rassismus, Hass, Rechtsextremismus und Gewalt, immer und überall“ ein. Diese, vom Bonner Musiker Franz Wahl gegründete Gemeinschaft steht unter der Schirmherrschaft des ehemaligen Bonner Oberbürgermeister Ashok-Alexander Sridharan. Auch hier schrieb die Band den Song für das Projekt, bei dem einige bekannte Bonner und Kölner Musiker mitwirken.

## Auszeichnungen
2020 gewann Sibbeschuss die Wahl des „Närrischen Oscars des Bonner Express“ in Gold. Der Bonner Oberbürgermeister Ashok-Alexander Sridharan überreichte der Band am 19. Februar 2020 in der Bonner Gaststätte Rheinbrücke die begehrte Auszeichnung. Da der Express diese Auszeichnung in Bonn nicht mehr weiter führt, sind Sibbeschuss die letzten Gewinner dieser begehrten Auszeichnung.
Die im Jahr 2023 erstmals verliehene Auszeichnung "Jecke Pappnas" sicherte sich Sibbeschuss in der Kategorie "beste Band" in Bronze. Die Auszeichnung wurde von Radio Bonn/Rhein-Sieg Moderatorin Jasmin Lenz überreicht.

## Diskografie

### Singles
- 2013: Komm hol den kleinen Tiger raus
- 2014: Sing doch eine mit
- 2015: Hampelmann / Die Naach /  Ich bin vun Kölle
- 2016: E Stöck vun Dir / Fastelovendshätz / Erinnerunge blieve
- 2017: Mir blieve hee (Fiesta Records)
- 2018: Mädche (...kumm breng mich heim hück Naach) (Fiesta Records)
- 2019: Sonn övver Kölle / Räuber un Gendarm (Dabbelju Records)
- 2020: NO!K.O. (Dabbelju Records)
- 2021: Welt in Flamme
- 2022 Watt bliev
- 2023 Angelika
- 2023 Meddendren